# La Guarda
La Guarda es una pedanía del municipio español de Campanario, perteneciente a la provincia de Badajoz (comunidad autónoma de Extremadura).

## Situación
Está situada a 11 km de Campanario, en dirección a Quintana de la Serena. Pertenece a la comarca de La Serena. 

## Patrimonio

### Puente Isabel II
En el año 1856, durante el reinado de Isabel II, se mandó construir un puente sobre el río Ortiga para que los aldeanos pudieran cruzar a la Sierra para obtener provisiones de leña y realizar otras labores. A mediados del siglo XX, este puente era conocido como el puente del Arenque ya que los que más solían cruzarlo, tomaban estos pescados como única comida al día. A pesar de que no fue inaugurado por la reina, se conserva una inscripción donde afirma que fue inaugurado en su mandato. A este le acompañaba un escudo de bronce que desapareció hace una década y del cual solamente quedan algunos restos.
Para obtener los reales suficientes para poder pagar la construcción del puente, el 28 de septiembre de 1856 se subastó una callejuela que unía la casa del párroco con la Ermita de lo Santos Mártires en Campanario y por la cual se recaudaron alrededor de 2000 reales. La construcción duró mes y medio la cual dio trabajo a cien jornaleros diarios que ganaban 7 reales al día mientras que los maestros de obra llegaron a ganar 13 reales.
Para su construcción, se tomó la norma establecida en Francia en 1791 donde todas las construcciones se miden en varas. Está compuesto por dos ojos de casi 4 metros y 5 metros de ancho de ladrillos cocidos donde también se puede encontrar piedra de granito y cal de 2,5 metros de pie.

#### Turismo
Desde el año 2014, el Ayuntamiento de Campanario organiza una ruta gastronómica tras recibir el apoyo de la Junta de Extremadura. Esta actividad es de dificultad baja y con un trayecto de 11 kilómetros donde todos los asistentes cada año recorren el camino hasta el puente Isabel II y degustan platos tradicionales extremeños.

### Las Carboneras
Se trata de un yacimiento arqueológico situado a pocos metros del cementerio municipal de la pedanía. Su excavación arqueológica comenzó el 9 de diciembre de 2010 siendo estos finalizados el mismo mes y ocupando una superficie de 754 metros cuadrados que ya se encontraba alterada por las labores de cultivo. Se encontraron diversos objetos de cerámica como vasos, cazuelas o vasijas donde la mayoría se ha concluido que tenía como función el almacenaje. Los restos de edificios que se excavaron son de función doméstica que se desarrollaron en 4 fases constructivas las cuales no se han podido explorar completamente por la construcción de una carretera cercana al lugar. El repertorio formal y tecno-tipológico de los materiales exhumados sitúa este monumento en un horizonte post-orientalizante que coincide con otros vecinos como el de La Mata o Cancho Roano que se conservan con una mayor calidad.

### Iglesia
Iglesia parroquial de Nuestra Señora de la Candelaria católica bajo la advocación de Santiago el Mayor, en la Archidiócesis de Mérida-Badajoz.

## Fiestas
La feria de la localidad se celebra entre el 2 y el 5 de agosto con juegos populares y verbenas protagonizadas por grupos de danza tradicional que se llevan a cabo en la plaza de la pedanía de mano del Ayuntamiento de Campanario. Estas fiestas finalizan con una jornada de chocolate y churros para los vecinos y asistentes.